# هارونا ماتسوموتو
هارونا ماتسوموتو (باليابانية: 松本遥奈) هي متزلجة يابانية، ولدت في 26 يوليو 1993 في سابورو في اليابان.

## وصلات خارجية
- هارونا ماتسوموتو على موقع الاتحاد الدولي للتزلج (ركوب لوح الثلج) (الإنجليزية)
- هارونا ماتسوموتو على موقع اللجنة الأولمبية الدولية (الإنجليزية)
- هارونا ماتسوموتو على موقع أوليمبيديا (الإنجليزية)